# Фајхинген ан дер Енц
Фајхинген ан дер Енц (њем. Vaihingen an der Enz) град је у њемачкој савезној држави Баден-Виртемберг. Једно је од 39 општинских средишта округа Лудвигсбург. Према процјени из 2010. у граду је живјело 28.901 становника. Посједује регионалну шифру (AGS) 8118073, NUTS (DE115) и LOCODE (DE VAI) код.

## Географски и демографски подаци
Фајхинген ан дер Енц се налази у савезној држави Баден-Виртемберг у округу Лудвигсбург. Град се налази на надморској висини од 217 метара. Површина општине износи 73,4 km². У самом граду је, према процјени из 2010. године, живјело 28.901 становника. Просјечна густина становништва износи 394 становника/km².

## Међународна сарадња
| Мјесто | Држава   | Врста сарадње | Од    |
| ------ | -------- | ------------- | ----- |
| Кесег  | Мађарска | партнерство   | 1989. |
| Извор  |          |               |       |